# Universidade da Costa Rica

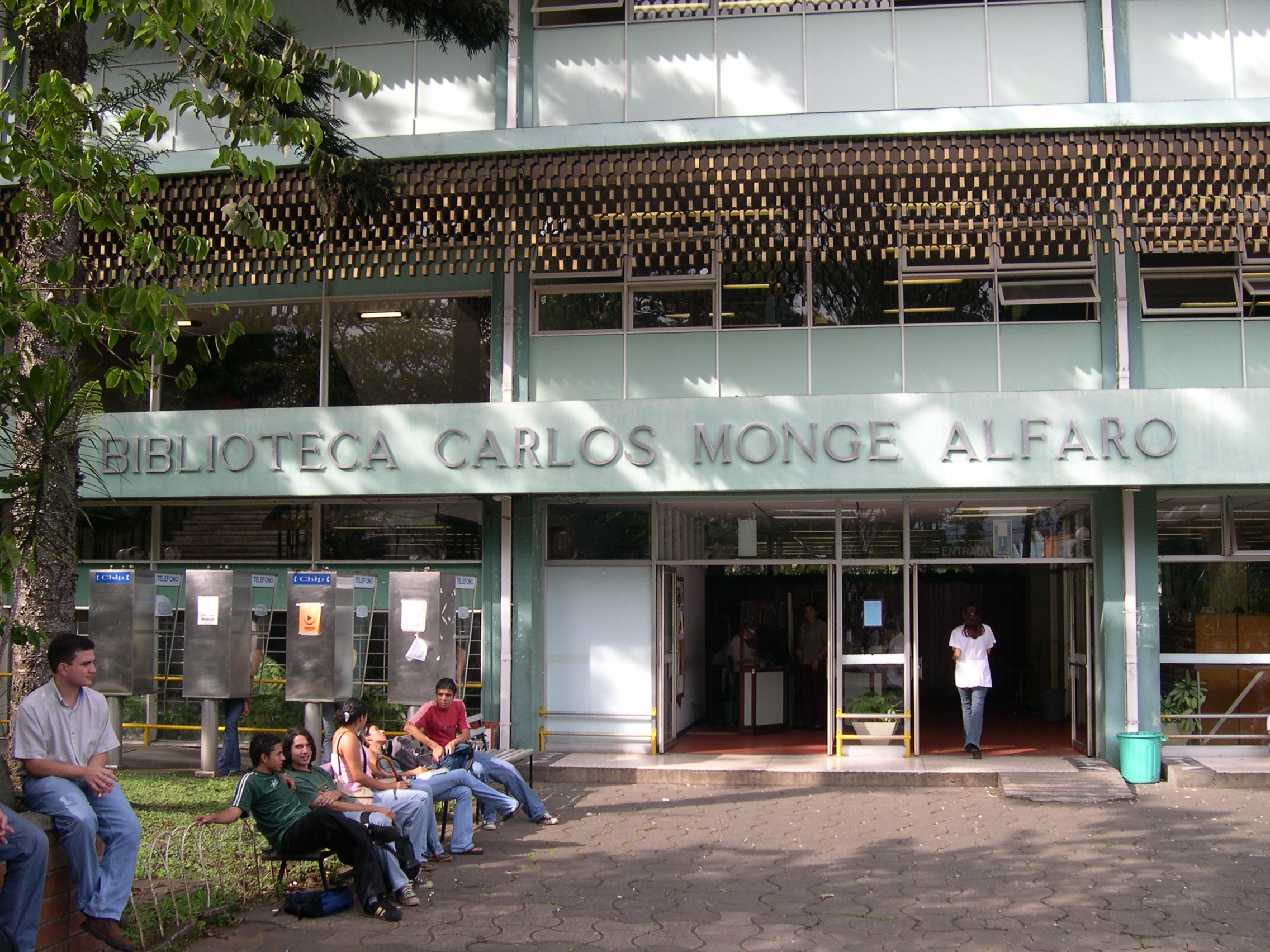
Biblioteca Carlos Monge Alfaro.

A Universidade da Costa Rica (em espanhol Universidad de Costa Rica, abreviada UCR) é a maior, mais antiga e mais importante universidade pública da Costa Rica. Seu campus principal, chamado Ciudad Universitaria Rodrigo Facio, está localizado em San Pedro, na província de San José. Possui aproximadamente 39 mil estudantes.
A Universidade se encontra dividida em seis áreas, as quais, por sua vez, são compostas por faculdades, das quais algumas se dividem em escolas. As áreas são: artes e letras; ciências sociais; ciências básicas; ciências agroalimentares; engenharias; e saúde.